# Tituly a vyznamenání Umberta II.

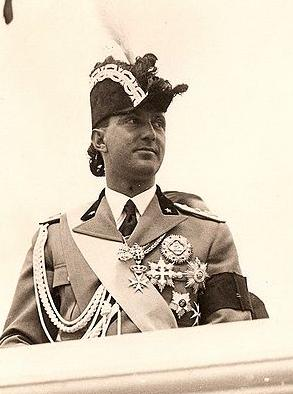
Umberto II. v uniformě zdobené řadou vyznamenání

Umberto II., poslední italský král, během svého života obdržel řadu národních i zahraničních titulů a vyznamenání. V době své vlády byl také velmistrem italských řádů.

## Tituly
- 15. září 1904 – 29. září 1904: Jeho královská Výsost princ Umberto Savojský
- 29. září 1904 – 9. května 1946: Jeho královská Výsost princ piemontský

- 9. května 1946 – 12. června 1946: Jeho Veličenstvo král italský
- 12. června 1946 – 18. března 1983: Jeho Veličenstvo král Umberto II. Italský

Při svém narozením mu byl udělen tradiční titul princ piemontský. Toto udělení bylo potvrzeno královským dekretem ze dne 29. září 1904.

## Vyznamenání

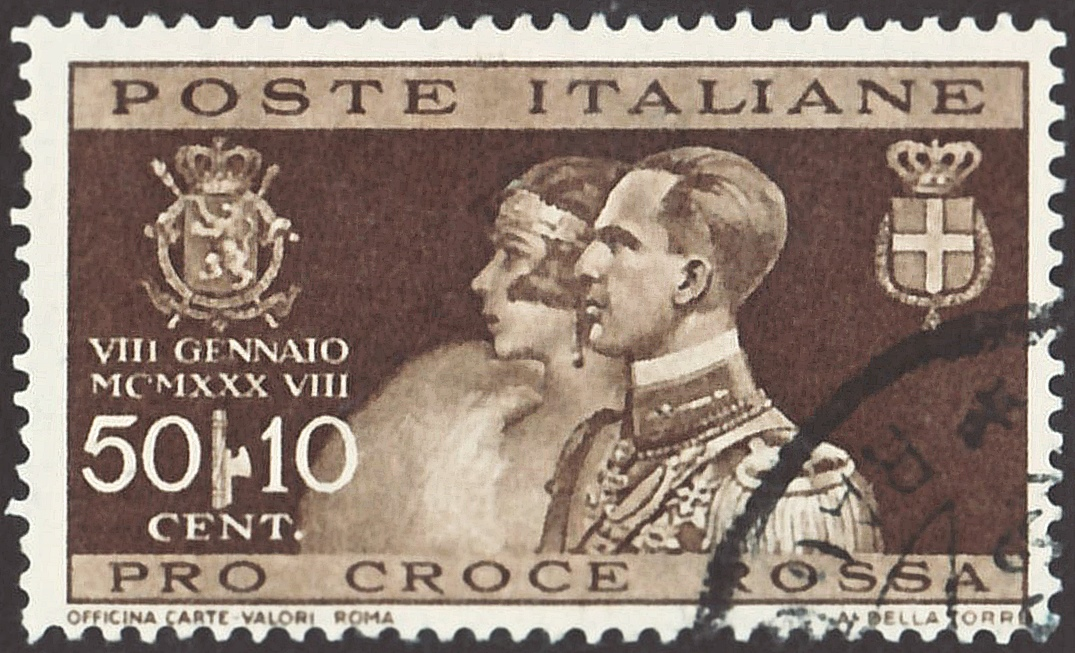
Umberto II. na poštovní známce

### Italská vyznamenání

#### Velmistr 9.května 1946 až 12.června 1946

Erb Umberta II. jakožto rytíře Nejvyššího řádu Kristova

- Řád zvěstování[1]
- Řád svatých Mořice a Lazara[1]
- Řád italské koruny[1]
- Vojenský savojský řád
- Civilní savojský řád[1]
- Koloniální řád italské hvězdy
- Řád za pracovní zásluhy
- Řád římského orla

#### Osobní vyznamenání

Erb Umberta II. jakožto rytíře španělských řádů

- Řád zvěstování – 1922[2]
- velkostuha Řádu za pracovní zásluhy
- velkostuha Řádu římského orla

### Zahraniční vyznamenání
- Albánie
  -  Řád Skanderbegův
- Bavorské království
  -  Řád svatého Huberta
- Belgie
  -  velkostuha Řádu Leopoldova[1][3]
- Bulharské carství
  -  rytíř velkokříže s řetězem Řádu svatého Alexandra
  -  rytíř velkokříže Královského řádu svatých Cyrila a Metoděje
- Černohorské království
  -  velkokříž Řádu knížete Danila I.
- Dánsko
  -  rytíř Řádu slona – 31. srpna 1922[1][4]
- Hesenští
  -  velkokříž Řádu zlatého lva
- Norsko
  -  velkokříž Řádu svatého Olafa
- Království obojí Sicílie
  -  rytíř velkokříže s řetězem Řádu svatého Januaria – 18. března 1983
  -  Konstantinův řád svatého Jiří
- Polsko
  -  rytíř Řádu bílé orlice – 17. prosince 1929[1]
- Portugalsko
  -  velkokříž Řádu Kristova
  -  velkokříž s řetězem Řádu věže a meče
- Pruské království
  -  velkokříž Řádu černé orlice
- Rumunsko
  -  Řád Michala Chrabrého I. třídy – 26. července 1943[5]
  -  Řád Michala Chrabrého II. třídy – 26. července 1943[5]
  -  Řád Michala Chrabrého III. třídy – 26. července 1943[5]
  -  velkokříž s řetězem Řádu Karla I.
- Ruské impérium
  -  Řád svatého Ondřeje[1]
  -  Řád svatého Stanislava[1]
  -  Řád svatého Alexandra Něvského[1]
  -  Řád bílého orla[1]
- Řecko
  -  velkokříž Řádu Spasitele
  -  velkokříž Řádu svatých Jiřího a Konstantina
- Rattanakosinské království
  -  rytíř Řádu Mahá Čakrí – 26. března 1933[6]
- Spojené království
  -  Královský Viktoriin řetěz
- Suverénní řád Maltézských rytířů
  -  velkokříž Maltézského záslužného řádu
- Španělsko
  -  rytíř Řádu zlatého rouna – 19. listopadu 1923[7]
  -  rytíř velkokříže s řetězem Řádu Karla III.
- Švédsko
  -  rytíř Řádu Serafínů – 7. září 1922[8]
- Toskánské velkovévodství
  - rytíř velkokříže Řádu svatého Štěpána, papeže a mučedníka
  -  rytíř velkokříže Řádu svatého Josefa

- Vatikán
  -  rytíř Rytířského řádu Božího hrobu jeruzalémského
  -  rytíř Nejvyššího řádu Kristova – 1932